# Eparchie východoamerická a newyorská
Eparchie Východní Amerika a New York je eparchie ruské pravoslavné církve v zahraničí.

## Území a titul biskupa
Zahrnuje správní hranice území státu New York, Connecticut, Massachusetts, Maine, New Jersey, Pensylvánie, Virginie, Georgie, Západní Virginie, Maryland, Severní Karolína, Tennessee, Florida, Jižní Karolína, Mississippi, Alabama, území District of Columbia a Karibského moře.
Eparchiálnímu biskupovi náleží titul biskup východoamerický a newyorský.

## Historie
Dne 4. září 1934 se Archijerejský synod Ruské pravoslavné církve v zahraničí rozhodl o rozdělení severoamerické eparchie na východoamerickou a západoamerickou.
Roku 1935 v souvislosti se sjednocením Ruské pravoslavné církve v zahraničí se severoamerickou metropolí došlo k reorganizaci eparchií. Centrem východoamerický eparchie se stal New York.
V listopadu 1946 Rada kléru a laiků severoamerické metropole přerušila kontakty s Moskevským patriarchátem a Archijerejským synodem RPCZ. Udržovala s nimi jen modlitební a eucharistické společenství, také uznávala jako hlavu církve v Americe patriarchu Alexije I. Významná část farností se však odmítla oddělit od RPCZ. Po přerušení společenství s metropolitou Feofilem (Paškovským) RPCZ obnovila svou činnost v Americe a získala na svou stranu asi 40 farností, které opustily jurisdikci metropolitního okruhu.
Roku 1954 byla část farností přidělena nově vzniklé chicagské eparchie.
Roku 1962 byla z části jejího území zřízena eparchie los-angeleská.
Roku 1964 se eparchie stává sídlem Prvního hierarchy RPCZ.
Roku 1994 byla pod správou eparchie zřízena Pravoslavná misie na Haiti.

## Seznam biskupů
- 1934–1959 Vitalij (Maxymenko)
- 1959–1964 Anastasij (Gribanovskij)
- 1964–1985 Filaret (Vozněsenskij)
- 1986–2001 Vitalij (Ustinov)
- 2001–2008 Laurus (Škurla)
- 2008–2022 Hilarion (Kapral)
- od 2022 Nicholas (Olchovskij)